# Cúc trắng lớn
Cúc trắng lớn (danh pháp khoa học: Chrysanthemum maximum) là một loài thực vật có hoa trong họ Cúc. Loài này được L. mô tả khoa học đầu tiên năm 1753.